# The Language
The Language è un singolo del rapper canadese Drake pubblicato il 29 ottobre 2013.

## Controversie
Il flow di Drake nel brano è stato definito simile a quello dei Migos. Il brano contiene un dissing a Kendrick Lamar.

## Tracce
1. The Language – 3:44